# Lesuaben (Soileco)
Lesuaben ist ein osttimoresischer Ort im Suco Soileco (Verwaltungsamt Bobonaro, Gemeinde Bobonaro). Das Dorf liegt im Westen der Aldeia Soileco, auf einer Meereshöhe von 661 m, am Osthang des Foho Ilat-Laun. Südwestlich befindet sich das Dorf Talitereman, nördlich die kleine Siedlung Bea Buci und hangaufwärts im Westen die Siedlung Airas.